# ویلیام اورانژ
ویلیام اورانژو (انگلیسی: William of Nassau; ۱ ژانویهٔ ۱۶۰۱ – ۱۸ اوت ۱۶۲۷) از سربازان جمهوری‌خواه و استقلال طلب هلند و شاهزاده اورانژ بود که در جوانی به دربار امپراتوری مقدس روم راه یافت و بعد از مدتی ارباب منطقهٔ دلک (هلند) شد، و همچنین در جنبش استقلال هلند از اسپانیا شرکت کرد و توانست حکومت بخشی از هلند و فریزلند را در دست بگیرد.